# Alimentation en eau potable
Pour les articles homonymes, voir Alimentation (homonymie).

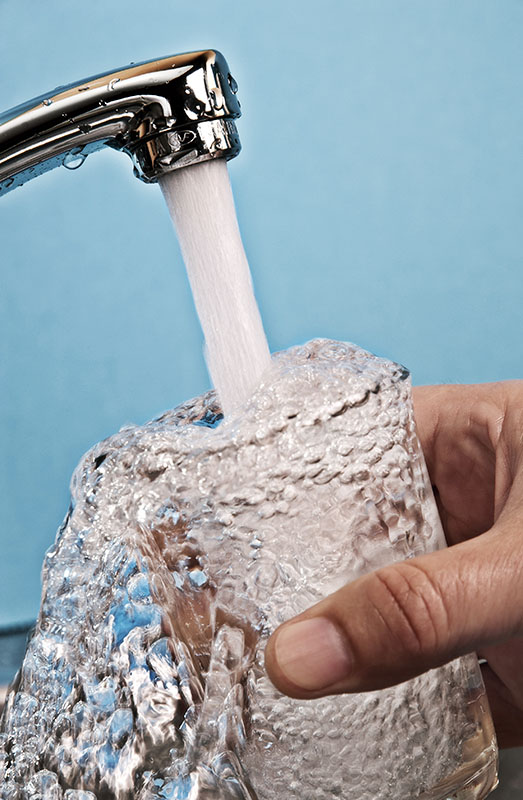
Alimentation en eau potable

L’alimentation en eau potable (sigle : AEP) est l’ensemble des équipements, des services et des actions qui permettent, en partant d’une eau brute, de produire une eau conforme aux normes de potabilité en vigueur, distribuée ensuite aux consommateurs. 
On considère quatre étapes distinctes dans cette alimentation :
- prélèvements - captages (eau de surface ou eau souterraine) ;
- traitement pour potabiliser l'eau ;
- adduction (transport et stockage) ;
- distribution au consommateur.

## Considérations juridiques
En France, où, comme en Europe le volume consommé tend à diminuer (-16,5 % à Berlin et -16 % à Paris de 1995 à 2005), en raison essentiellement des prélèvements industriels, alors que la consommation d'eau au robinet augmente).
Le Cese (Conseil économique et social) a proposé mi-mai 2009 de rémunérer les opérateurs selon leurs performances environnementales, qui serait notamment mesurée par l’Onema d’ici fin 2009., le décret 2001-1220 du 20 décembre 2001 définit critères de qualité de l'eau destinées à la consommation humaine (EDCH).
Aussi, depuis le 19 mai 2009, les particuliers doivent-ils déclarer leurs forages à la mairie ou sur un site Internet consacré aux  forages domestiques . Depuis le 1er janvier 2009 la déclaration doit précéder d'au moins un mois le début des travaux et les puits ou ouvrages existants au 31 décembre 2008 doivent être déclarés avant le 31 décembre 2009 auprès du maire de la commune.

## L'eau potable pour les consommateurs
On ne peut dire qu'une eau est potable que si on s'assure qu'elle ne porte pas atteinte à la santé de ceux qui la consomment, à court terme comme à long terme. Plusieurs critères doivent être respectés : évaluation des paramètres microbiologiques, paramètres chimiques et physico-chimiques. Les teneurs en substances polluantes reste le paramètre le plus important à suivre de près. D'autres critères, secondaires mais importants doivent être également respectés : le goût, la couleur (paramètre organoleptique). La plupart des codes de sécurité exigent que l'eau doit être potable jusqu'au robinet (voir directive européenne 98/83/CE)